# Denham
Denham este un sat în comitatul Buckinghamshire, regiunea South East, Anglia. Localitatea se află în districtul South Bucks a cărei reședință este. 